# Prastio Morphou
Prastio o Prastio-Morphou (griego: Πραστιό, turco: Aydınköy) es un pueblo de la isla de Chipre, situado en el distrito de Nicosia (de facto, en el de Güzelyurt), 6 km al suroeste de Morphou/Güzelyurt.
En 1975, los turcochipriotas le cambiaron el nombre a Aydınköy, que significa "aldea brillante" o "pueblo iluminado". El nombre otomano de la aldea, según consta en el censo de 1831, era Prasko o Praşkü.
En 2006 tenía 1154 habitantes, la mayoría turcochipriotas desplazados.